# Мунгуй
Мунгу́й — посёлок в Таймырском Долгано-Ненецком районе Красноярского края. Входит в состав муниципального образования сельское поселение «Село Караул».

## Название
Название посёлка созвучно с названием приспособления для привязки и стреноживания оленей — «мунгуй».

## География
Расстояние от посёлка Мунгуй по воде до Караула 50 км, до Дудинки 243 км.

## История
В 1938 году в посёлке создан оленеводческий совхоз «Новая жизнь».
В 2002 году посёлок вошёл в перечень населённых пунктов, где предполагается строительство ветроэлектростанций (ВЭС).
К 2016 году посёлок считается заброшенным, недалеко от него планируется строительство нефтеналивного терминала «Таналау». Объекты жизнеобеспечения – электростанция, школа, фельдшерско-акушерский пункт, магазин — отсутствуют. Посёлок во время весенних паводков находится в зоне затопления.

## Население
| 2010 |
| ---- |
| 11   |

На 2017 год в посёлке проживало 29 человек (10 семей), планировалось их переселение в Байкаловск.